# Leonidas Aretakis
Leonidas Aretakis, född 3 mars 1982 i Uppsala, är en svensk journalist, litteraturkritiker och författare.

## Biografi
Leonidas Aretakis föddes och växte upp i Uppsala. Han har dubbla examina i idéhistoria och statsvetenskap från Uppsala universitet och Stockholms universitet. Efter ett år på Sidas enhet för forskningssamarbete började han skriva filmkritik i tidskriften ETC.
I november 2015 började han skriva essäer och kritik på Dagens Nyheters kultursidor. Sedan september 2021 är han chefredaktör på oberoende socialistiska Flamman.
I maj 2022 gav Natur & Kultur ut hans debutbok Extas i folkhemmet: Sveriges psykedeliska historia. Där beskriver han Sveriges förhållande till psykedeliska droger från fornnordisk tid till dagens rejv- och burnerkulturer. Boken fick övervägande positiva recensioner men även sådana med reservationer. Anita Goldman skrev i Dagens Nyheter att boken är ”sakprosa när den är som allra bäst” och Rebecka Åhlund i Gota Media-tidningarna att den bjöd på ”extremt spännande, rik, upplysande och bitvis hysteriskt rolig läsning”. I oktober 2023 belönades han med Lars Vilks stipendium för den satirtävling Flamman utlyste om Turkiets president Recep Tayyip Erdogan och Natoprocessen.